# Panenská Rozsíčka
Panenská Rozsíčka település Csehországban, a Jihlavai járásban. Panenská Rozsíčka Hodice, Nevcehle, Pavlov, Třešť és Sedlejov településekkel határos. Lakosainak száma 245 fő (2024. január 1.).

## Népesség
A település lakosságának változását az alábbi diagram mutatja:
| Lakosok száma | 198  | 247  | 222  | 130  | 99   | 152  | 152  | 162  | 206  | 245  |
|               | 1869 | 1900 | 1921 | 1961 | 1980 | 2011 | 2016 | 2019 | 2021 | 2024 |